# Alexander Irvin
Alexander Irvin (* 18. Januar 1800 in Penns Valley, Centre County, Pennsylvania; † 20. März 1874 in Clearfield, Pennsylvania) war ein US-amerikanischer Politiker. Zwischen 1847 und 1849 vertrat er den Bundesstaat Pennsylvania im US-Repräsentantenhaus.

## Werdegang
Alexander Irvin besuchte die öffentlichen Schulen seiner Heimat. Im Jahr 1820 zog er zunächst nach Curwensville und im Jahr 1826 nach Clearfield, wo er im Handel sowie in der Holzbranche arbeitete. Zwischen 1828 und 1830 war er Kämmerer im Clearfield County; in den Jahren 1837 und 1838 gehörte er dem Senat von Pennsylvania an. Danach arbeitete er an verschiedenen Gerichten als Gerichtsdiener. Von 1842 bis 1844 fungierte er als Urkundsbeamter im Clearfield County. Politisch schloss er sich der Whig Party an.
Bei den Kongresswahlen des Jahres 1846 wurde Irvin im 24. Wahlbezirk von Pennsylvania in das US-Repräsentantenhaus in Washington, D.C. gewählt, wo er am 4. März 1847 die Nachfolge von Joseph Buffington antrat. Da er im Jahr 1848 auf eine weitere Kandidatur verzichtete, konnte er bis zum 3. März 1849 nur eine Legislaturperiode im Kongress absolvieren. Diese war anfangs noch von den Ereignissen des Mexikanisch-Amerikanischen Krieges geprägt.
Zwischen Januar und September 1850 war Alexander Irvin US Marshal für den westlichen Teil von Pennsylvania. Nach seinem Rücktritt übernahm sein Bruder William dieses Amt. Beruflich war er wieder im Handel tätig. Politisch schloss er sich der neuen Republikanischen Partei an. Im Juni 1872 nahm er als Delegierter an der Republican National Convention in Philadelphia teil, auf der Präsident Ulysses S. Grant zur Wiederwahl nominiert wurde. Er starb am 20. März 1874 in Clearfield, wo er auch beigesetzt wurde.